# Wernetshausen
Wernetshausen är en ort i kommunen Hinwil i kantonen Zürich i Schweiz. Den ligger cirka 25,5 kilometer sydost om centrala Zürich. Orten har 928 invånare (2021).